# Markusy
Markusy (niem. Markushof) – wieś w Polsce położona w województwie warmińsko-mazurskim, w powiecie elbląskim. Siedziba gminy Markusy.
Wieś leży na obszarze Żuław Elbląskich, przy trasie nieistniejącej już linii kolejowej Elbląg-Myślice. Znajduje się tu również placówka Ochotniczej Straży Pożarnej. W Markusach znajdują się domy podcieniowe, jeden z 1789, pozostałe z początku XIX wieku oraz cmentarz mennonitów.
Wieś królewska położona była w II połowie XVI wieku w województwie malborskim.
W latach 1954–1972 wieś należała i była siedzibą władz gromady Markusy. W latach 1975–1998 miejscowość administracyjnie należała do województwa elbląskiego.
W miejscowości był przystanek kolejowy Markusy.